# Музей мистецтв (Берн)
Музе́й мисте́цтв (нім. Kunstmuseum) — художній музей у місті Берн (Швейцарія). Музей був відкритий 1879 року. З серпня 2016 року закладом керує історик мистецтва Ніна Циммер.

## Будівля музею
Будівля музею на Ходлерштрассе 8-12 було побудовано в період з 1876 по 1878 рік під керівництвом Ойгена Стеттлера і відкрито для відвідувачів музею 1879 року. На фасаді будівлі розташовані два круглих медальйона із зображеннями Зевса і Мінерви роботи Рафаеля Кристина. З 1932 по 1936 рік архітекторами Карлом Індермюле, Сальвісбергом і Брехбюлем будівлю було добудовано, а друга добудова, так звана будівля Сальвісберга, була завершена 1983 року Бернським Ательє №5.

## Колекція
У колекції представлені твори мистецтва від готики до сучасного мистецтва. Колекція включає понад 3000 картин і скульптур, а також майже 48 000 малюнків, гравюр, фотографій, відеороликів і фільмів. 
Початок колекції поклала дюжина картин, придбаних кантоном Берн 1821 року. Вважається, що розділ класичного модернізму музею має міжнародну значимість. Інші розділи включають італійське Треченто (наприклад, Дуччо ді Буонінсенья), бернське мистецтво починаючи з XV століття (Ніклаус Мануель Дойч, Альберт Анкер, Фердінанд Ходлер), французьке мистецтво (Ежен Делакруа, Гюстав Курбе і Андре Массон), іспанське мистецтво (Сальвадор Далі, Пабло Пікассо), німецький експресіонізм (коло Ернста Людвіга Кірхнера) і твори Джексона Поллока.

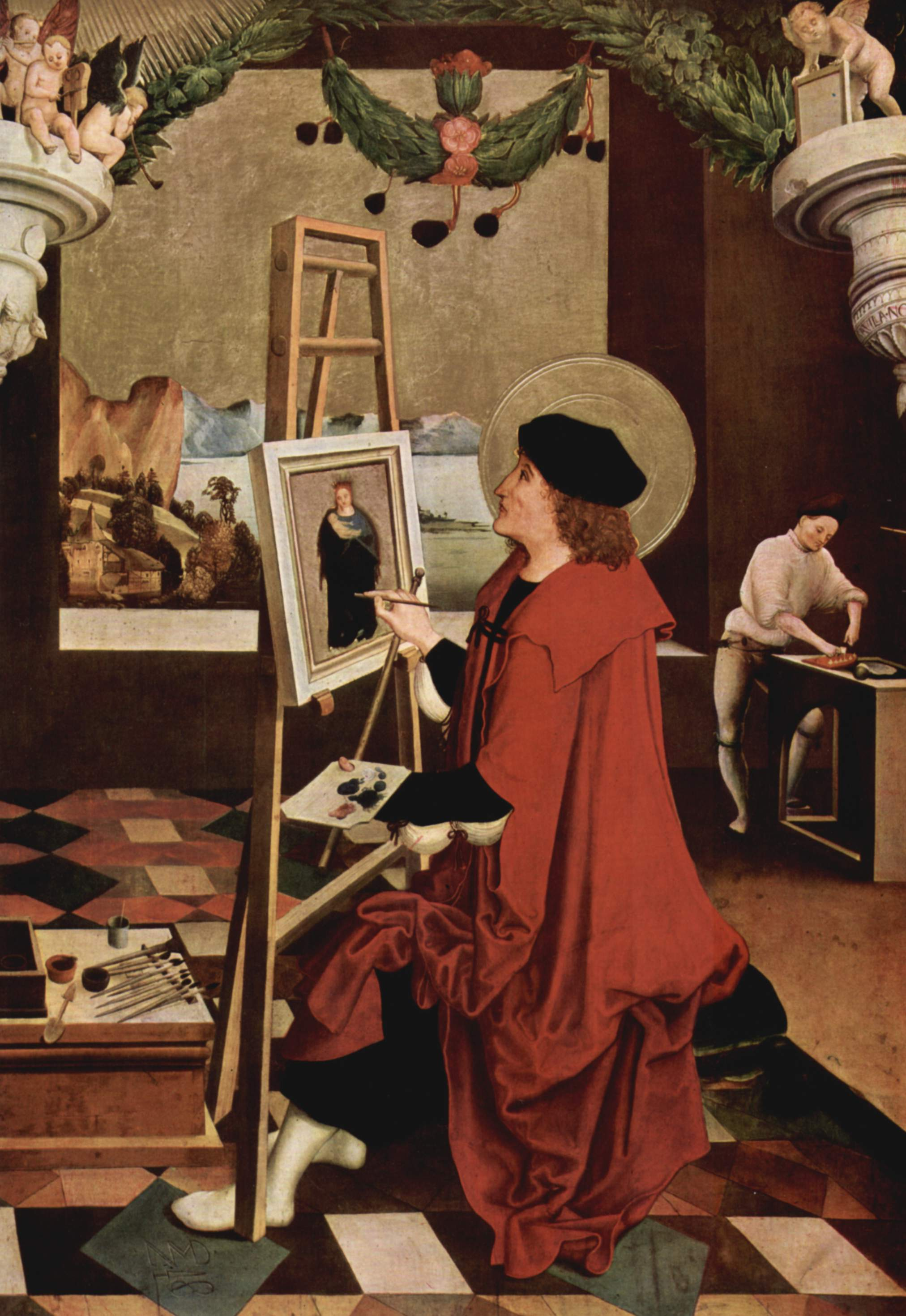
Ніклаус Мануель Дойч: Св. Лука малює Мадонну, 1515
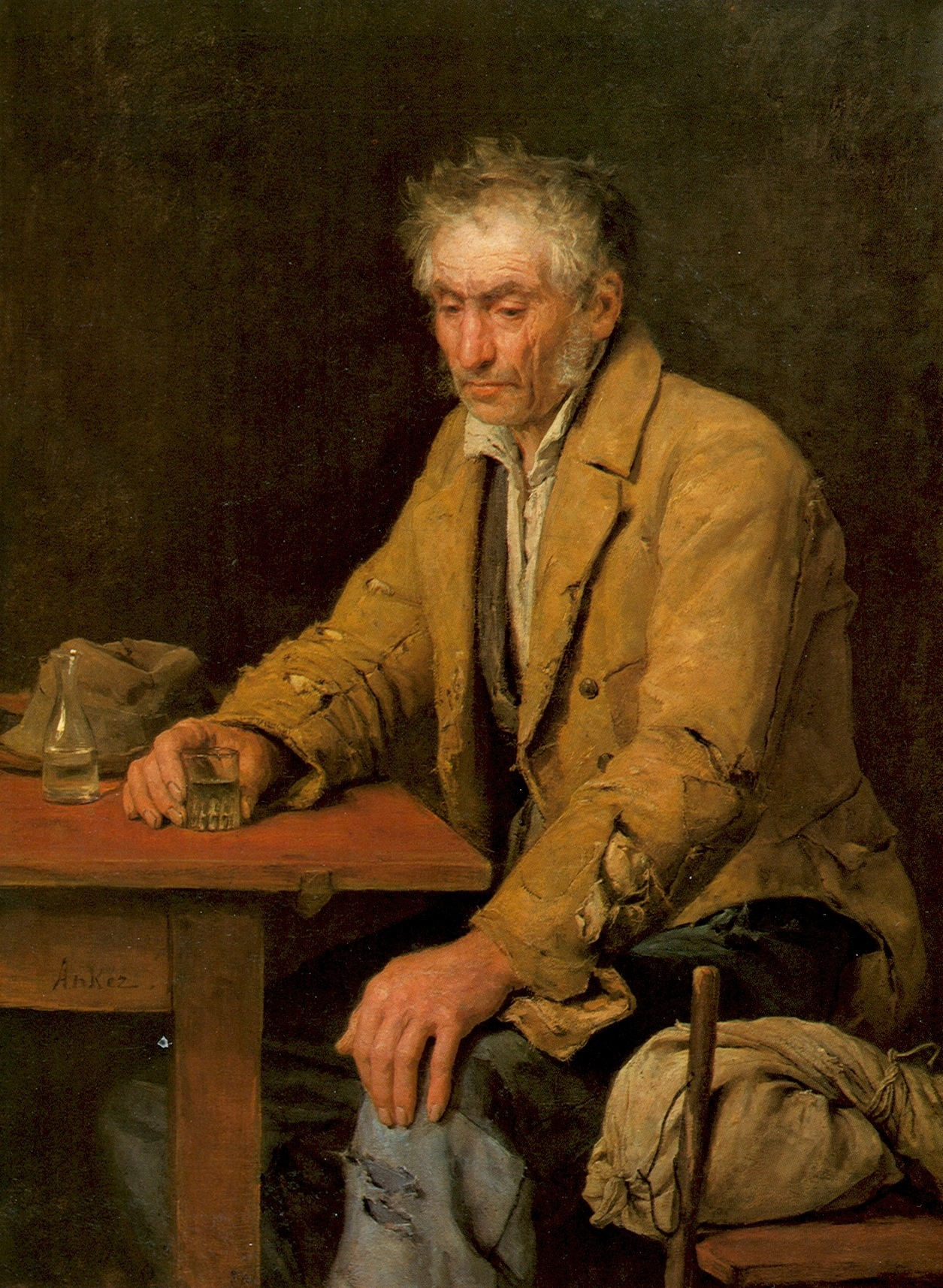
Альберт Анкер: Пияка, 1868
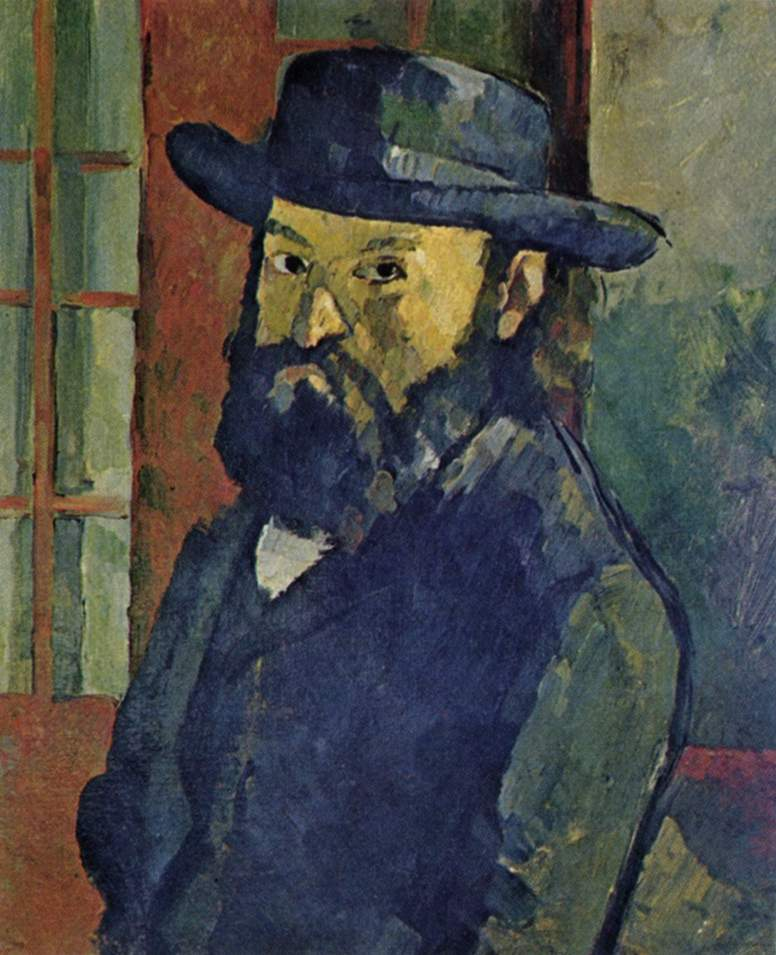
Поль Сезанн: Автопортрет, 1879–1882
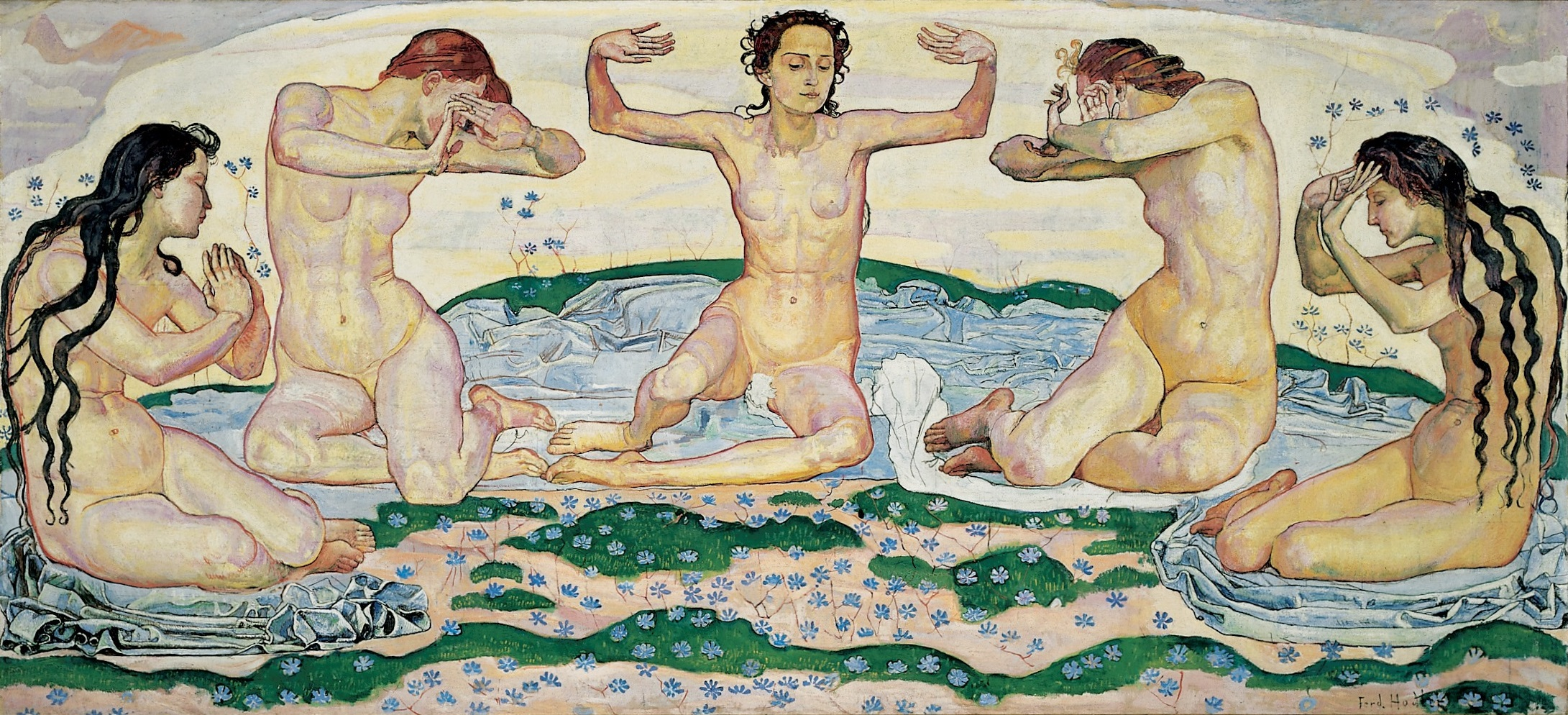
Фердінанд Ходлер: День, 1900
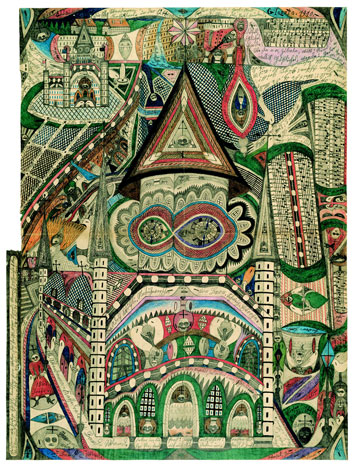
Адольф Вьольфлі: Собор Св. Вандана в Бенд-Ванду, 1910
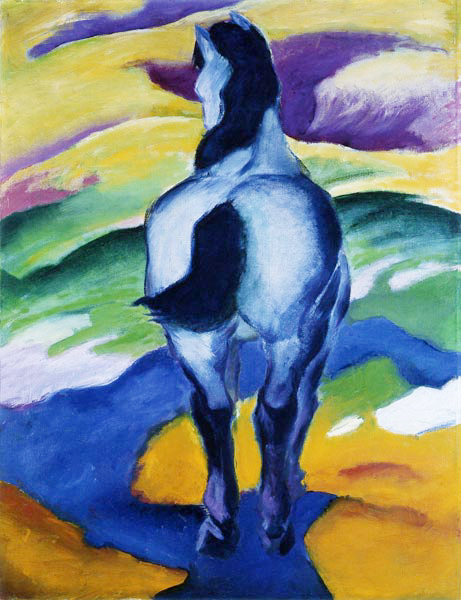
Франц Марк: Блакитний Кінь II, 1911
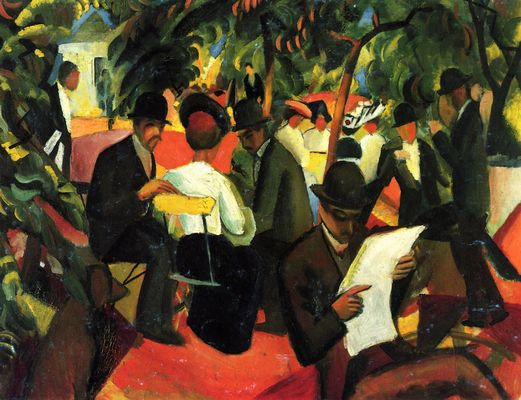
Август Маке: Ресторан у саду, 1912
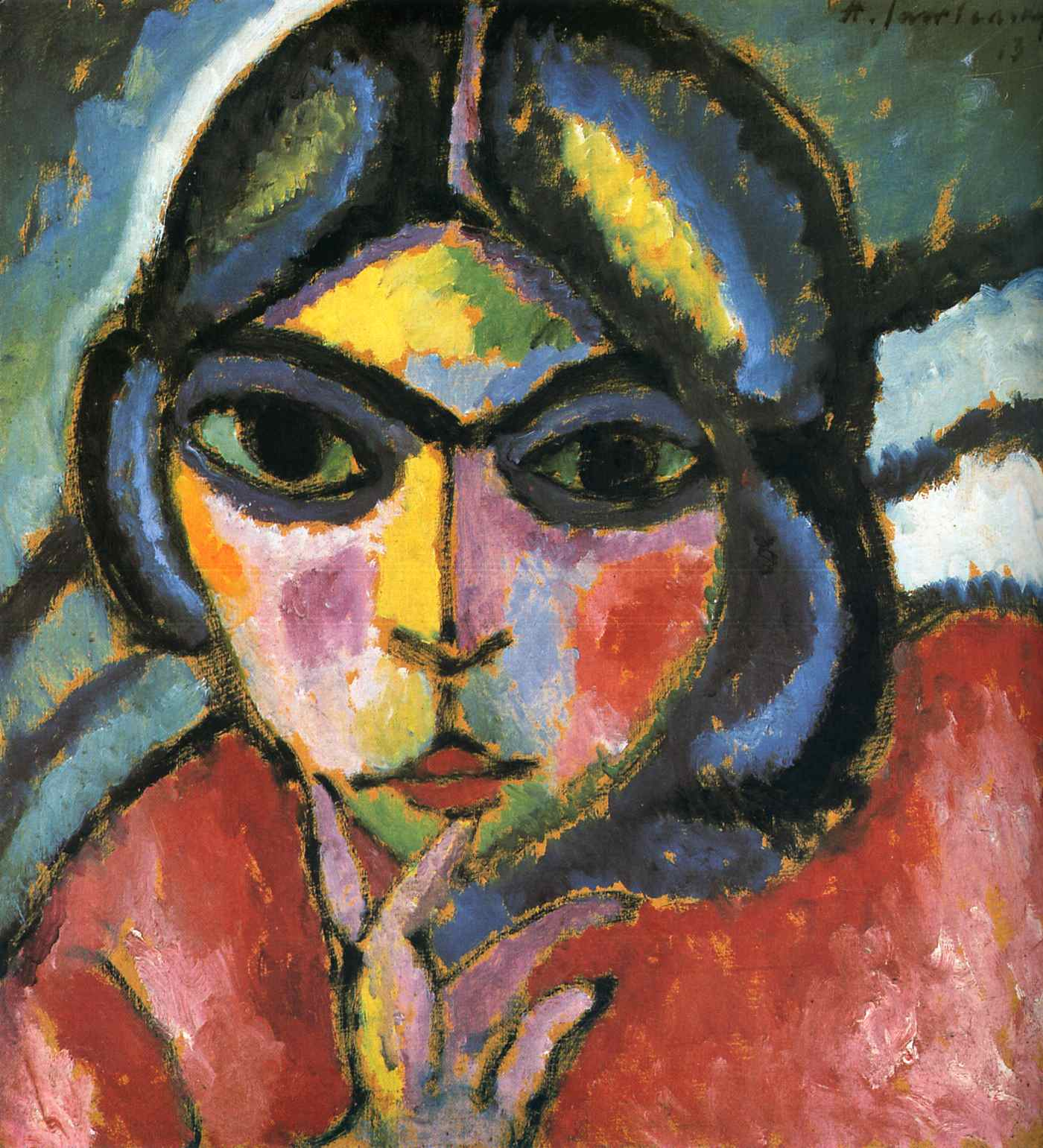
Олексій фон Явленський: Уважна жінка, 1913
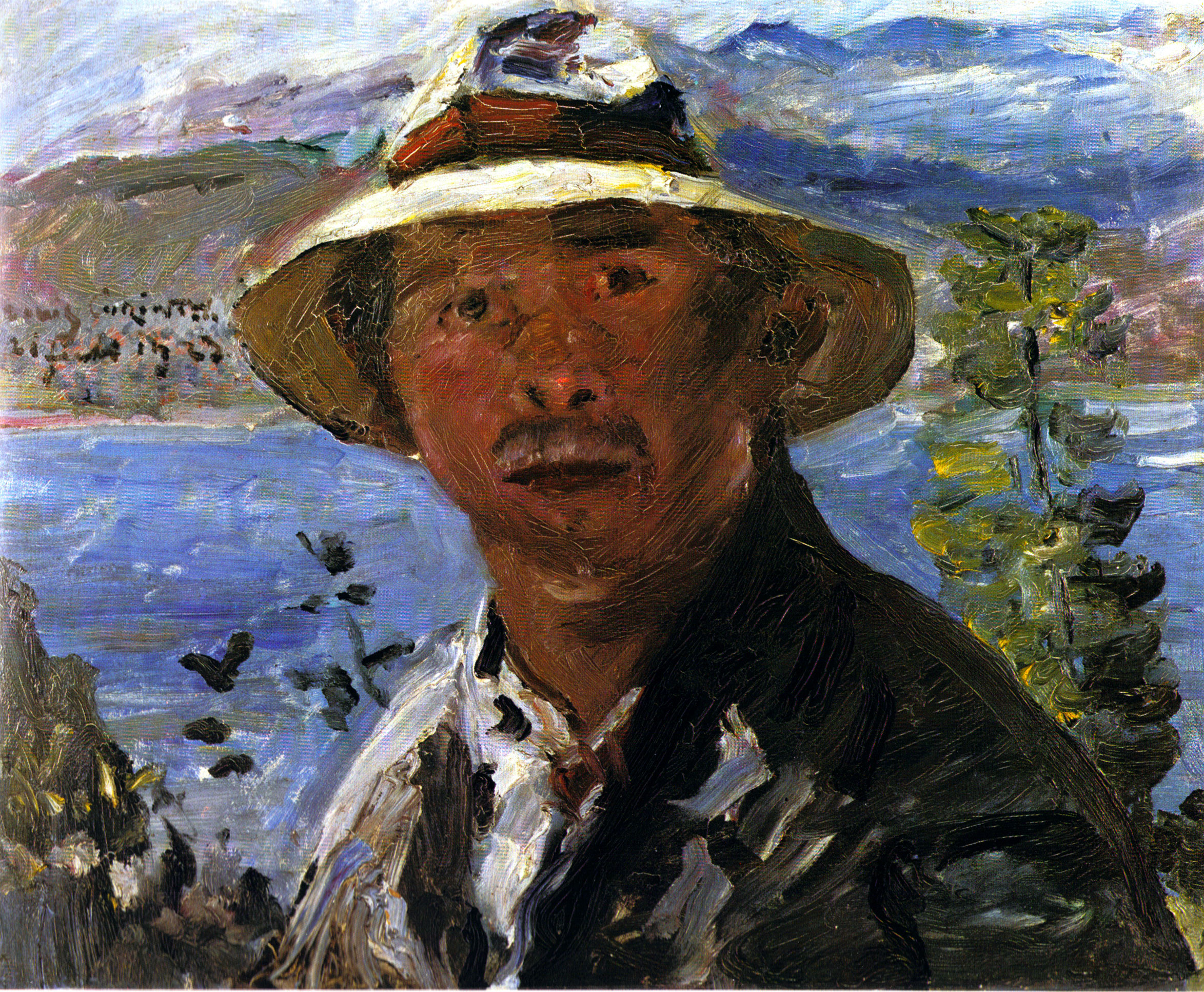
Ловіс Корінт: Автопортрет з солом'яним капелюхом, 1923
Пауль Клее: Парнас, 1932